# Andrzej Klarkowski
Andrzej Klarkowski (ur. 27 września 1953 w Bydgoszczy) – polski urzędnik państwowy i samorządowy, socjolog, w latach 2006–2010 doradca prezydenta RP, w latach 2022–2023 podsekretarz stanu i zastępca szefa Kancelarii Prezesa Rady Ministrów.

## Życiorys
Z wykształcenia socjolog i psycholog społeczny. Od 1991 zatrudniony w administracji centralnej, początkowo jako główny rzeczoznawca w Zespole Analiz Kancelarii Prezydenta RP. Następnie od 1992 zatrudniony w Urzędzie Rady Ministrów jako specjalista w biurze prasowym i doradca w zespołach odpowiedzialnych za analizę. Po przekształceniu URM w Kancelarię Prezesa Rady Ministrów zajmował stanowiska p.o. dyrektora Departamentu Analiz i Prognoz oraz głównego doradcy premiera Jerzego Buzka. W latach 2004–2006 pracował na stanowiskach doradczych w Urzędzie miasta stołecznego Warszawy, w latach 2006–2010 był etatowym doradcą prezydenta Lecha Kaczyńskiego i jego przedstawicielem w radzie Centrum Badania Opinii Społecznej. Był współautorem badań socjologicznych dotyczących opinii społecznej i koncepcji Zespołu Konsultacyjnego do Spraw Badań Społecznych, udzielał się także jako komentator m.in. w Radiu Maryja. Został doradcą marszałka Sejmu Marka Kuchcińskiego, następnie za rządów Mateusza Morawieckiego został dyrektorem Departamentu Studiów Strategicznych KPRM, ponownie zasiadł w radzie CBOS z nominacji Sejmu.
20 października 2022 został podsekretarzem stanu i zastępcą szefa Kancelarii Prezesa Rady Ministrów. W  grudniu 2023 zakończył pełnienie funkcji w administracji rządowej.
Wszedł w skład komitetu wspierającego kandydaturę Karola Nawrockiego na prezydenta RP w wyborach w 2025.

## Odznaczenia
- Krzyż Kawalerski Orderu Odrodzenia Polski (2025)[5]